# Felice Pirozzi
Felice Pirozzi (* 19. Oktober 1908 in Pomigliano d’Arco, Provinz Neapel, Italien; † 25. Juli 1975) war ein römisch-katholischer Erzbischof und vatikanischer Diplomat.

## Leben
Felice Pirozzi empfing am 19. Juli 1931 das Sakrament der Priesterweihe.
Am 23. September 1960 ernannte ihn Papst Johannes XXIII. zum Titularerzbischof von Gratiana und bestellte ihn zum Apostolischen Delegaten in Madagaskar. Der Bischof von Bukoba, Laurean Kardinal Rugambwa, spendete ihm am 31. Dezember desselben Jahres die Bischofsweihe; Mitkonsekratoren waren der Apostolische Vikar von Wau, Ireneus Wien Dud, und der Bischof von Dedza, Cornelius Chitsulo.
Papst Paul VI. ernannte ihn am 9. Januar 1967 zum Apostolischen Nuntius in Venezuela. Am 17. Oktober 1970 wurde Felice Pirozzi Präsident der Päpstlichen Diplomatenakademie in Rom.
Felice Pirozzi nahm an der ersten, zweiten und vierten Sitzungsperiode des Zweiten Vatikanischen Konzils teil.